# Takumi Tsuchiya
Takumi Tsuchiya (japanisch 土屋 巧 Tsuchiya Takumi; * 25. Oktober 2003 in der Präfektur Tochigi) ist ein japanischer Fußballspieler.

## Karriere
Takumi Tsuchiya erlernte das Fußballspielen in der Schulmannschaft der Nippon Sport Science University Kashiwa High School. Seinen ersten Vertrag unterschrieb er am 1. Februar 2022 bei Kashiwa Reysol. Der Verein aus Kashiwa, einer Stadt in der Präfektur Chiba, spielte in der ersten Liga, der J1 League. Sein Erstligadebüt gab Takumi Tsuchiya am 6. August 2022 (24. Spieltag) im Auswärtsspiel gegen Kyōto Sanga. Bei dem 2:1-Auswärtserfolg stand er in der Startelf und wurde in der 77. Minute gegen den Brasilianer Rodrigo ausgewechselt. Nach insgesamt 41 Ligaspielen wechselte er im Februar 2025 auf Leihbasis zum Zweitligisten Ventforet Kofu.